# Вилхелм Щемерман
Вилхелм Щемерман (на немски: Wilhelm Stemmermann) е германски генерал от артилерията на Вермахта.
Командва 11-и корпус. Носител на Железен кръст и Рицарски кръст с дъбови листа. Щемерман е убит на 18 февруари 1944 г., докато се опитва да избяга от битката за Корсун-Черкаси. Посмъртно е награден с дъбовите листа на своя Рицарски кръст.